# У-Марий
У-Марий (баш. У-Марий) — деревня в Мишкинском районе Республики Башкортостан Российской Федерации. Входит в состав Камеевского сельсовета.

## География

### Географическое положение
Расстояние до:
- районного центра (Мишкино): 18 км,
- центра сельсовета (Камеево): 6 км,
- ближайшей ж/д станции (Загородная): 75 км.

## Население
| 2002 | 2009 | 2010 |
| ---- | ---- | ---- |
| 1    | ↘0   | →0   |

Национальный состав
Согласно переписи 2002 года, преобладающая национальность — марийцы (100 %).